# Флаг Енисейского района
Флаг муниципального образования Енисе́йский район Красноярского края Российской Федерации — опознавательно-правовой знак, служащий официальным символом муниципального образования.
Флаг утверждён решением Совета депутатов Енисейского района от 15 сентября 2009 года № 37−473р и внесён в Государственный геральдический регистр Российской Федерации с присвоением регистрационного номера 5716.

## Описание
«Прямоугольное полотнище с отношением ширины к длине 2:3, состоящее из трёх вертикальных полос — зелёной, голубой с узкими белыми краями и зелёной, в соотношении 2:1:2. В середине голубой полосы изображена направленная вниз белая стрела, а на зелёных полосах изображены два, стоящие навстречу друг к другу жёлтых соболя, опирающиеся на белые края, синей полосы».

## Обоснование символики
Енисейский район расположен почти в центре Красноярского края. Он протянулся на 400 километров с юга на север, по правобережью, и левобережью Енисея от устья реки Ангары.
История освоения и заселения Енисейского района началась в конце XVI начале XVII веков. Продвижение русских служилых людей шло преимущественно водно-волоковым путём. Постепенно, Енисейский район становится очагом земледелия и ремесла в регионе. Золотая лихорадка, разразившаяся в Енисейской тайге, превратила район в базу снабжения приисков хлебом, фуражом, оборудованием. В конце XIX века был построен Обь-Енисейский канал, соединивший Обь и Енисей кратчайшим путём для перевозки грузов из европейской части России в Восточную Сибирь и обратно.
Основная транспортная артерия района — Енисей. Во время весенне-летней распутицы сплав по реке самый дешёвый и простой способ добраться до многих населённых пунктов района. Поэтому в районе развиты все виды деятельности связанные с рекой. Енисейский район богат таёжными ресурсами, что способствует развитию охоты, сбора дикоросов, и т. д.
Главная река района Енисей символически представлена на флаге голубой полосой. Расположение голубой полосы между двух зелёных — аллегория на расположение земель района по обеим сторонам Енисея.
Соболи и стрела — заимствованы из печати Енисейского острога на грамоте 1671 года. В Царском Титулярнике, изданном в 1672 году, впервые приводится герб Сибири (царя Сибирского), на котором изображены лук со стрелами и два соболя. Соболи и стрела на флаге Енисейского района — символ связи с прошлым. Стрела на флаге Енисейского района направленная вниз — символ мира.
Зелёный цвет символизирует весну, здоровье, природу, плодородие. Кроме того, зелень символизирует природный парк «Сымский» расположенный на территории Енисейского района. В этом месте сохранились обширные боры — беломошники, среда обитания редких и хозяйственно ценных видов животных.
Голубой цвет (лазурь) — символ возвышенных устремлений, искренности, преданности, возрождения.
Белый цвет (серебро) — символ совершенства, благородства, чистоты, веры, мира.
Жёлтый цвет (золото) — символ высшей ценности, величия, великодушия, богатства.